# كريس برايس (ملحن)
كريس برايس (بالإنجليزية: Chris Price)‏ هو ملحن وعازف بيانو ومنتج أسطوانات أمريكي، ولد في 26 أغسطس 1984 في ميامي في الولايات المتحدة.